# ダウンタウンの素
『ダウンタウンの素』（ダウンタウンのもと）は、1990年10月11日から1992年3月19日まで毎日放送（MBSテレビ）で放送されたバラエティ番組。放送時間は毎週木曜 25:15 - 26:15 (JST) 、毎日放送本社地下1階ミニスタジオ (BFS) からの生放送。

## 概要
ダウンタウンの冠番組の1つで、ボケ担当の松本人志が企画したものである。また、ダウンタウンの番組としては極めて異例であるが、松本が司会進行役を務めていた。当時MBSラジオで木曜22時から放送の『ヤングタウン』に出演していた松本と相方の浜田雅功は、その2時間後にはこの番組にも生で出演していた。番組の生放送に使われていたBFSは深夜らしく照明を落とされ、スタジオセットにはラフに段ボールで拵えた大道具が使われていた。
まず番組の冒頭で行われていたのは松本によるオープニングトークで、彼が1人で少しばかりのトークをした後に浜田を呼び込むというパターンが多かった。番組は松本と浜田によるフリートークのほか、ハガキや電話を通じて寄せられた視聴者からの悩み相談や自慢話などを紹介するコーナーを設けていた。松本たちはこのコーナーで興味を持った内容の投稿者に対しては直接本人の下へ電話を掛け、彼らと生で会話しながら番組を進めた。生放送ならではのライブ感と素人いじりの面白さを狙ったものである。このコーナーに寄せられる視聴者からの悩み相談や自慢話はバラエティに富んでいた。例として、「ヨーロッパに住んでいる彼女に自分がどう思われているのか確認したい」というものや（実際に松本たちがヨーロッパにまで電話を掛けて彼女の親と話しあった）、「バイト先で同性愛者の板さんに言い寄られて困っている」という話、「いじめを受けている少年がいじめグループの下っ端に抗議したい」など、典型的な下ネタ系の話から笑える話、本当に深刻で笑えないような人生の悩み相談まであり、低予算番組とは言いながらも内容は硬軟取り混ぜたものだった。
その後、番組が定着してきて松本ほかレギュラー陣やスタッフに余裕が出てくると、視聴者との電話による生会話以外の企画も実施するようになり、さらに番組の幅を広げていった。例えば、視聴者から送られてきた面白い物を数珠繋ぎに物々交換していくコーナーや、「モリマン比べ」や「パパ出ましょ」（愛人をやっている女性を募集し、家とパパの写真を送ってもらうコーナー）などのエロ系写真ネタコーナーなどを実施した。
関西ローカルであるこの番組が終了してからしばらく経った頃、MBSのキー局であるTBSで関東ローカルの『ダウンタウン也』がスタートした。この番組もほぼ同じ内容で放送されていたが、こちらは生放送ではなく収録放送という違いがあり、本番組でそのまま流れていた過激な内容のトークは、自主規制音で隠されるようになってる。レギュラー陣もダウンタウンと後述の木村祐一のほかは東野幸治とTEAM-0というメンバー構成だった。さらにその後継番組としてスタートしたのが『ダウンタウン汁』である。

## 出演者
初回放送分では松本と浜田のみが出演していたが、放送第2回目からは板尾創路とほんこん、木村祐一らがアシスタントを兼ねてレギュラーに参入。さらに、ボブキャッツを解散してピンになったばかりの吉田ヒロもレギュラー入りし、以来男性芸人ばかり6人が集うメンバー構成となった。
- ダウンタウン（浜田雅功・松本人志）
- 130R（ほんこん・板尾創路）
- 木村祐一（元・オールディーズ）
- 吉田ヒロ（元・ボブキャッツ）

## エピソード
- 前述の通り、この番組は松本が司会進行役を務めていた。しかし、松本は自身がメインの番組進行には慣れていなかったこともあり、番組で告知すべき内容や進行手順をすっかり忘れたり、ADの秒出しなどを無視したりしていたため、その事を浜田にツッコまれる場面もしばしば見受けられた。
- この番組に正規のゲスト出演者はいなかったが、松本ほかレギュラー陣やスタッフとのコネなどから「ノーギャラ（出演料が発生しない）ゲスト」が何人か出演している。このノーギャラゲストの中には、かつて松本と浜田が関わった番組のスタッフも含まれていた。一例として、たまたま毎日放送本社内にいた『4時ですよーだ』と『ダウンタウンのゆーたもん勝ち』（共に松本と浜田が関西を拠点に活動していた頃に出演していた毎日放送の番組）の担当ディレクター・川本勇を番組生放送中のBFSに呼び出し、飲酒後でほろ酔い状態の彼を「出演」させた。川本は出演時に「ラジオのついでにテレビに出てる」と暴言を吐き、松本と浜田から反撃を受ける一幕もあった。
- レギュラー陣は当初は各自私服姿のままで番組に出演していたが、番組スタートから1年が過ぎたあたりでパジャマメーカーがスポンサーに付いたことから、松本を除き全員が寝巻姿で出演するようになった。なお、松本は浴衣を着て出演していた。
- 一度だけ松本と浜田が東京から戻れなくなり、同局のキー局であるTBSからの中継で番組に参加した回がある。松本はその際に、『ヤングタウン』で話題になっていた火のついたタバコを肛門に挿入する芸「ホタル」を実演した。
- 清水圭が司会を務める同局の『しまうまのおしり』と読売テレビの『藤本義一のおもちゃ箱』を目の敵にし、視聴率を競っていた時期がある。『しまうまのおしり』については、松本のオープニングトーク時にキャラクターのしまうまのぬいぐるみに「びちゃー」と言いながらコーヒーをかける、逆さまに持っていたぬいぐるみがしっぽの付け根から真っ二つにちぎれるなどのシーンがお決まりの時期があった。
- 「友達のオ○ニーを見てしまい、それ以来口を聞いていない」という中学生男子からの悩みについて、話の流れから松本は正座して行う「正座派」であることが浜田により判明。130R板尾は思わず「何を見て!?」と発言した。

## スタッフ
- 企画：松本人志
- 構成：萩原芳樹、伊藤友一、高須光聖、佐藤英治
- AD：林敏博、吉村岳朗、
- 協力：大阪東通、すくらんぶる、アーチェリープロダクション、サウンドエースプロダクション
- プロデューサー：大﨑洋（吉本興業）
- 演出：高間勇夫、川島孝二
- ディレクター：山口将哉
- 制作協力：吉本興業、東通企画
- 製作：毎日放送、MBS企画

| 毎日放送 木曜25:15枠                                 | 毎日放送 木曜25:15枠                        | 毎日放送 木曜25:15枠                                        |
| 前番組                                               | 番組名                                      | 次番組                                                      |
| ---------------------------------------------------- | ------------------------------------------- | ----------------------------------------------------------- |
| ミニ番組 （25:15 - 25:20） 深夜映画 （25:20 - 不定） | ダウンタウンの素 （1990年10月 - 1992年3月） | 13日の金曜日 （25:15 - 26:10） 茶屋町通信 （26:10 - 26:15） |